# Akō, Hyōgo
Akō (japanska: 赤穂市?, Akō-shi) är en stad i Hyōgo prefektur i Japan. Staden fick stadsrättigheter 1951.